# Rubius Therapeutics
Rubius Therapeutics, Inc. ist ein US-amerikanisches Pharmaunternehmen mit Sitz in Cambridge (Massachusetts), Vereinigte Staaten.
Die therapeutischen Schwerpunkte des Unternehmens sind die Entwicklung von Zelltherapien gegen Krebs und Enzymmangelerkrankungen. Das Unternehmen entwickelt Erythrozyt Red-Cell Therapeutics (RCT) -Produkte auf der roten Plattform. RCT ist eine auf roten Blutkörperchen basierende Therapie für Anwendungen bei Krebserkrankungen, daneben im Rahmen von Enzymersatztherapien sowie bei Autoimmunerkrankungen. Rubius Therapeutics konzentriert auch sich auf die Weiterentwicklung von RCT-Produktkandidaten für Patienten mit seltenen Krankheiten. Zu den Produktkandidaten bei seltenen Krankheiten gehören RTX-134 zur Behandlung von Phenylketonurie (PKU), RTX-134, gefolgt von RTX-Uricase und RTX-CBS zur Behandlung der symptomatischen Homocystinurie bei chronisch refraktärer Gicht.

## Geschichte
Rubius Therapeutics wurde im Jahr 2013 gegründet. Aufbauend auf den Entdeckungen der Professoren Harvey Lodish und Hidde Ploegh vom Whitehead-Institut für biomedizinische Forschung am Massachusetts Institute of Technology (MIT) und den Forschungen und Erkenntnissen der VentureLabs von Flagship Pioneering haben die Innovationen in den Bereichen Gentechnik und Zellkultur Prozesse die Verwendung roter Blutkörperchen ermöglicht als Grundlage für eine völlig neue Klasse von Zelltherapien namens Red Cell TherapeuticsTM.
Die Aktie ist an der amerikanischen Börse NASDAQ gelistet. Der Börsengang fand am 18. Juli 2018 statt. Zum damaligen Zeitpunkt wurden 9.530.000 Aktien emittiert.